# Kroksmåla

Kroksmåla är en by utanför Vissefjärda i Emmaboda kommun. I byn finns tre gårdar. I anslutning till Kroksmåla finns två sjöar: Norrsjön och Sörsjön.